# 卡西米尔·冯克
卡西米尔·冯克（波蘭語：注，1884年2月23日—1967年1月19日），波兰生物化学家。他的主要贡献是在1912年明确阐述了维生素的概念。

## 生平
卡西米尔·冯克1884年出生于波兰华沙，父亲是著名的皮肤病医生。
他曾经在德国和瑞士求学，1904年获得瑞士伯恩大學有机化学博士学位。毕业后他在法国巴黎巴斯德研究所工作，然后在柏林以及伦敦李斯特研究所（Lister Institute）工作。1915年他来到美国并于1920年正式移民美国。1923年返回波兰，但是发现他的祖国政治动荡，于是在1927年在法国巴黎创建了自己的研究所Casa Biochemica。第二次世界大战爆发后，他在1939年回到了美国，1940年在纽约建立了冯克医学研究基金会。
1967年83岁的卡西米尔·冯克在纽约去世。

## 科学贡献
卡西米尔·冯克在阅读了荷兰病理学家克里斯蒂安·艾克曼关于食用糙米可以
比食用精制白米的人减少患脚气病的可能的文献后，决定将糙米中的这一成分分离出来。1912年，他成功的分离出了治疗脚气病的有效成分。因为这中物质含有氨基，所以被他命名为vitamine，这是拉丁文的生命（Vita）和氨（-amin）缩写而创造的词，在中文中被译为维生素或维他命。后来他提取出的这种物质被称为硫胺或维生素B1。卡西米尔·冯克又发展了自己理论认为维生素还可以治疗佝偻病、糙皮病等。Vitamine现在被称为Vitamin，因为后来发现的维生素中很多并不含有氨基。
卡西米尔·冯克定义了当时存在的几种营养物质，维生素B1、维生素B2、维生素C及维生素D。他在1936年确定了硫胺的物质结构，后来又第一个分离出了烟酸（维生素B3）。
他还研究了激素、糖尿病、溃疡以及癌症。

## 注

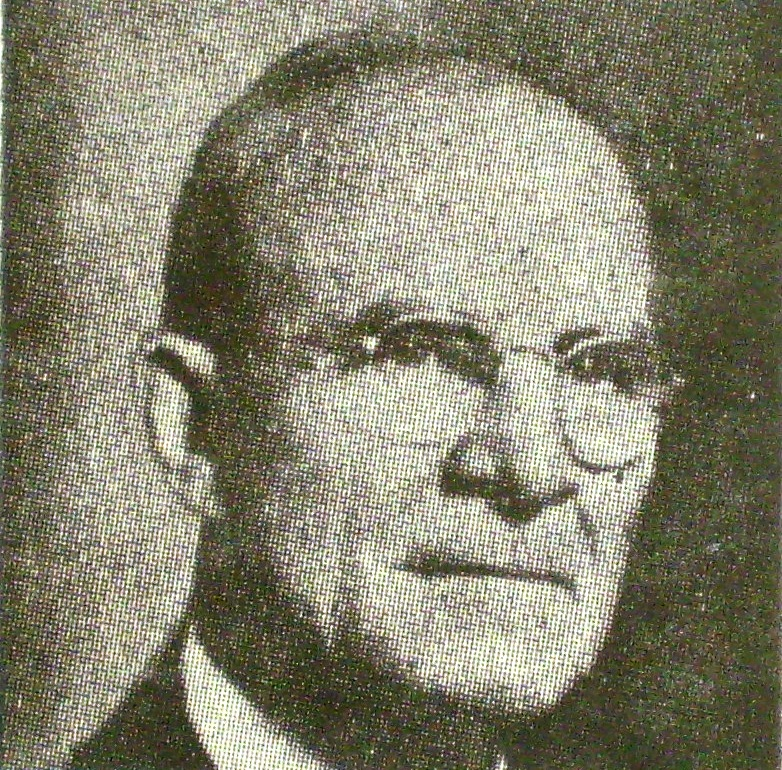
卡西米尔·冯克

Kazimierz Funk是波兰语拼法，在英语中通常被拼作Casimir Funk。